# چن بانگپینگ
چن بانگپینگ (انگلیسی: Chen Bangping؛ زادهٔ ۲۴ مهٔ ۱۹۷۶) بازیکن زن هندبال اهل چین بود. وی در بازی‌های المپیک تابستانی ۱۹۹۶ شرکت کرده‌است.